# Schackendorf
Schackendorf er en by og en kommune i det nordlige Tyskland, beliggende i Amt Trave-Land under Kreis Segeberg. Kreis Segeberg ligger i den sydøstlige del af delstaten Slesvig-Holsten.

## Geografi
Schackendorf ligger lige nordvest for Bad Segeberg ved floden Trave og ved Limes Saxoniae, der omkring 810 blev bygget af saksere til forsvar mod obotritterne i den østlige del af Slesvig-Holsten.
Motorvejen A 21 fra Bad Segeberg mod Bad Oldesloe går gennem kommune, og mod syd går Bundesstraße B 206 fra Bad Segeberg mod Lübeck.